# Arie Thompson
Arie Thompson ist eine US-amerikanische Schauspielerin.

## Leben
Thompson besuchte die University of Chicago und die Universität Paris-Nanterre. Sie stellte Rollen in verschiedenen Off-Broadway-Theaterstücken dar. Erste Erfahrungen im Filmschauspiel sammelte sie Mitte der 2000er Jahre im Kurzfilm Wake Up Gone und in einer Episode der Fernsehserie Law & Order: Special Victims Unit. 2014 in vier Episoden der Fernsehserie Rack and Ruin und im 2015 erschienenen gleichnamigen Kurzfilm stellte sie die Rolle der Magdalena dar. Sie übernahm unter anderen 2021 die weibliche Hauptrolle der Ashlaya in War of the Worlds – Die Vernichtung sowie eine der Hauptrollen als Tatyana Conley in Once Upon a Lifetime. Seit 2021 stellt sie in der Fernsehserie Keeping Up with the Joneses die Rolle der Pam Jones dar. Eine weitere Hauptrolle als Dr. Lynise Hughes stellte sie 2022 in 4 Horsemen: Apocalypse – Das Ende ist gekommen dar.

## Filmografie (Auswahl)
- 2000: Wake Up Gone (Kurzfilm)
- 2005: Law & Order: Special Victims Unit (Law & Order: Special Victims Unit, Fernsehserie, Episode 7x09)
- 2014: It’s Your World: Chapter One (Kurzfilm)
- 2014: Rack and Ruin (Fernsehserie, 4 Episoden)
- 2015: Rack and Ruin Web Series (Kurzfilm)
- 2018: We Are CVNT5 (Fernsehserie, Episode 1x06)
- 2019: Doctor Death
- 2021: The Wrong Valentine (Fernsehfilm)
- 2021: The Division: Hearts on Fire (Fernsehserie)
- 2021: War of the Worlds – Die Vernichtung (War of the Worlds: Annihilation)
- 2021: Once Upon a Lifetime
- seit 2021: Keeping Up with the Joneses (Fernsehserie)
- 2022: 4 Horsemen: Apocalypse – Das Ende ist gekommen (4 Horsemen: Apocalypse)

## Theater (Auswahl)
- A Queen For a Day (Jackson Leonard Productions)
- Honky (Urban Stages, New York Times Critic’s Pick)
- Dead City and Henry V (The Public Theater)
- The Fifth Season (Institute for the Future of Storytelling, UCLA)
- Haymarket 8 (Steppenwolf Theatre)
- Twelve Volt Heart (Hartford Stage)
- Life’s a Dream (Court Theatre)
- The Learned Ladies (Court Theatre)